# 홋카이도 문화 방송
홋카이도 문화 방송은 1972년 4월 1일 홋카이도의 4번째 민영방송국으로 개국했다.
약칭은 uhb, 콜사인은 JOBM-DTV이다.

## 연혁
- 1971년 6월 24일 - 회사 설립
- 1972년 4월 1일 - 텔레비전 본방송 개시.[1] 동시에 FNN·FNS에 가맹
- 1978년 7월 4일 FM라디오 방송국 개설을 신청했으나 후에 각하 되었다.
- 1983년 10월 1일 - 약칭 로고 변경(UHB에서 uhb로)

일부 송신소·중계국에서는 지금도 1972년 개국 당시의UHB로고가 시설 외벽에 남아 있다.
- 1984년 12월 1일 - 삿포로 지구에서 텔레비전 음성다중방송 개시
- 1991년 FNN 모스크바지국에 특파원을 배치
- 1998년 도쿄 uhb 빌딩 준공.uhb 도쿄 지사가 입주하게 된다.
- 2005년 도호쿠 북쪽의 민영 방송국으로서는 처음으로 대형 하이비전 중계차를 도입
- 2006년 5월 1일 - 삿포로 지구에서 지상 디지털 텔레비전 방송(원세그 시험방송도)의 시험 방송 개시
- 2006년 6월 1일 - 삿포로 지구에서 지상 디지털 텔레비전 방송 개시
- 2007년 10월 1일 - 하코다테·아사히카와·무로란·오비히로·구시로·아바시리 지구에서 지상 디지털 텔레비전 방송 개시.
- 2011년 7월 24일 - 지상파 아날로그 텔레비전 방송 종료.

## 특징
- 보통 사용되는 로고는 소문자 로고이지만, 정식적인 로고는 대문자 로고이다.
- TV 홋카이도 개국 이전까지 일부 TV 도쿄 프로그램을 방송했었다.
- 2005년 방송 중에 HDD 송출 문제로 30분간 방송이 정지된 적이 있었다.
- 후지TV 계열 방송국 중에 가장 독자성이 강하며 보도시 뉴스 논조가 다르다.
  - 키 국이 우파적 성향의 산케이 신문의 논조에 영향을 받는 한편 uhb는 좌파적 성향의 홋카이도 신문의 영향력 아래 있다.
- 아날로그 방송의 음성 다중 방송이 홋카이도에서 고액에 해당하므로 uhb를 포함한 지역 방송사도 삿포로에 국한하여 방송을 하고 있다.

## 홋카이도에 있는 다른 텔레비전·라디오 방송국

### NHK
- NHK 삿포로 방송국(홋카이도 지역 거점 방송국)
- NHK 하코다테 방송국
- NHK 아사히카와 방송국
- NHK 무로란 방송국
- NHK 기타미 방송국
- NHK 오비히로 방송국
- NHK 구시로 방송국

### 민영 방송국
- 삿포로 TV 방송(STV)(TV는 니혼 TV 계열, 라디오는 NRN 계열이며 라디오 부문은 현재 분사화하여 STV라디오로 불림)
- 홋카이도 방송(HBC)(TV는 도쿄 방송 계열, 라디오는 JRN·NRN계열)
- 홋카이도 TV 방송(HTB)(TV 아사히 계열)
- TV 홋카이도(TVh)(TV 도쿄 계열)
- FM홋카이도(JAPAN FM NETWORK 계열)
- FM노스웨이브(JAPAN FM LEAGUE 계열)